# Lycaena nuksani
Lycaena nuksani är en fjärilsart som beskrevs av Forster 1937. Lycaena nuksani ingår i släktet Lycaena och familjen juvelvingar. Inga underarter finns listade i Catalogue of Life.